# 蔚蓝海岸大学
蔚蓝海岸大学（法語：Université Côte d'Azur）是法国普罗旺斯-阿尔卑斯-蓝色海岸大区的一个大学与院校共同体。2020年1月1日，学校类型转为实验性机构。

## 历史
学校成立于2015年。2017年，学校成立了蔚蓝海岸大学以资助研究计划。

## 成员学校
- 尼斯大学
- 蔚蓝海岸天文台
- 法国国家科学研究中心
- 法国国家信息与自动化研究所
- SKEMA 商学院
- 北方高商
- 尼斯大学医疗中心
- 尼斯国际音乐创造中心
- 阿尔松别墅
- 高等视听创作学校
- 可持续设计学校
- 戛纳-罗塞拉·海涛尔高等舞蹈学校
- 尼斯音乐学院